# Tagebau Inden
Der Tagebau Inden  der RWE Power AG liegt im Rheinischen Braunkohlerevier nahe Inden, zwischen Eschweiler und Jülich. 
Die Jahresförderung beträgt 15 Millionen Tonnen Braunkohle und dient ausschließlich der Versorgung des Kraftwerks Weisweiler, das spätestens 2029 stillgelegt wird. Die Kohleflöze sind bis zu 45 Meter mächtig und liegen bis zu 230 Meter tief unter der Erdoberfläche. Der Abbau erfolgt mit Hilfe von Schaufelradbaggern, die Wiederverfüllung vor der Rekultivierung mit Absetzern. Anders als in den beiden anderen letzten Tagebauen Garzweiler und Hambach im Rheinischen Revier besteht keine Bahnanbindung, so dass die Kohle über Förderbänder zum Kraftwerk befördert wird. In diesem Betrieb sind etwa 580 Menschen beschäftigt (2020).
Die Braunkohle entstand aus weitflächigen Wäldern und Mooren, die sich in der Niederrheinischen Bucht vor 30 bis 5 Mio. Jahren entwickelten. Die Geologie der Niederrheinischen Bucht ist gekennzeichnet durch langanhaltende Senkungsbewegungen in den letzten 30 Mio. Jahren, die in dieser Region zur Ablagerung eines bis zu 1300 m mächtigen Sedimentpaketes durch die Nordsee und durch viele Flüsse geführt haben.

## Geschichte

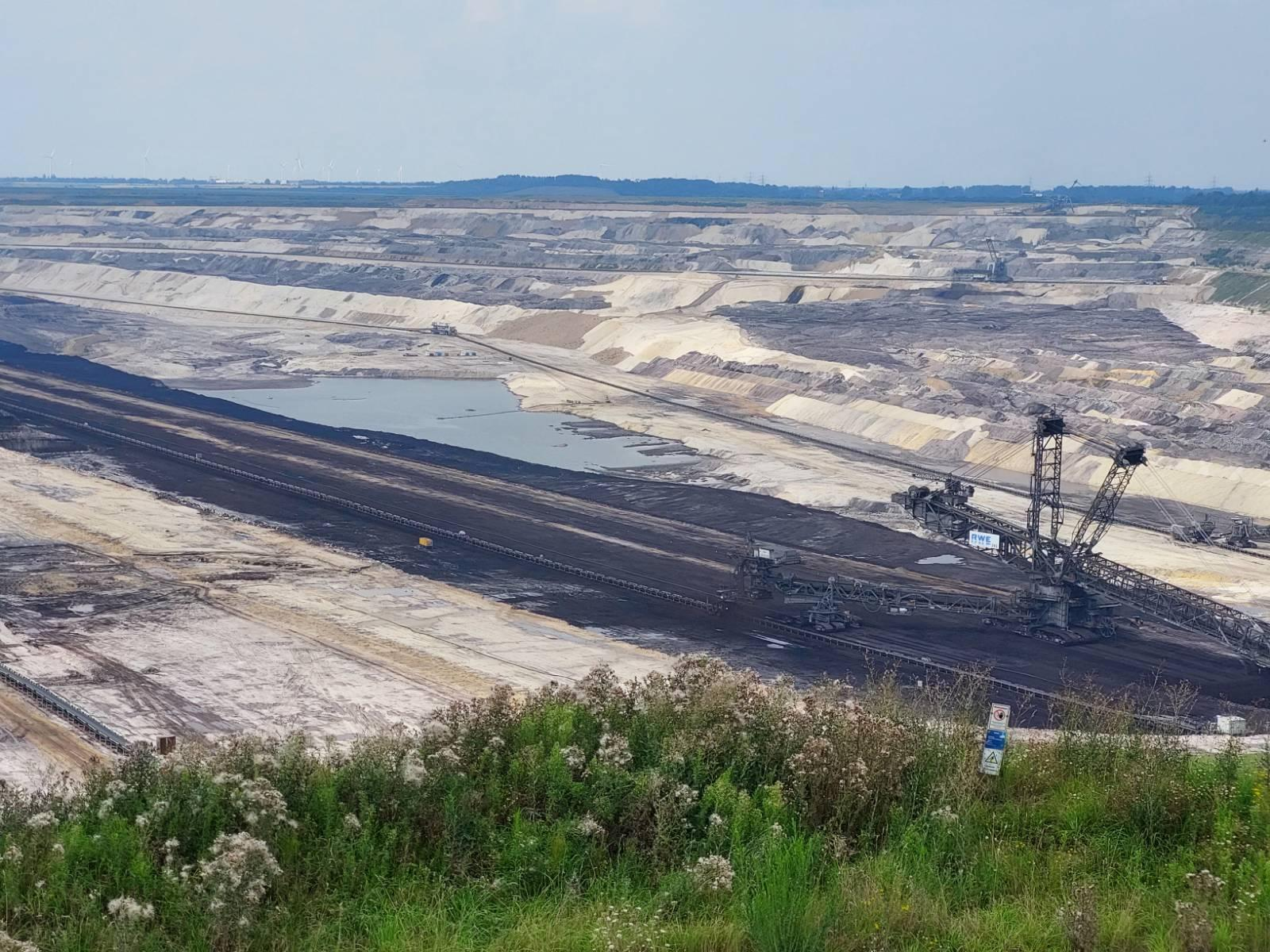
Tagebau Inden mit Wassereintritt nach Überschwemmungen

Der Aufschluss des Tagebaues erfolgte 1957 durch die Braunkohlen- und Brikettwerke Roddergrube AG. Bereits 1959 wurde etwa eine Million Tonnen Braunkohle für das Kraftwerk in Weisweiler abgebaut. Zwischen 1969 und 1981 war der Abbau gestundet, da die Förderung im Tagebau Zukunft-West für dessen Betrieb ausreichte. Mit zunehmender Auskohlung zogen die Abbaugeräte von dort zwischen 1981 und 1987 um.
Am 12. März 2010 kam es zum Abrutschen einer Arbeitsböschung.
Im Verlauf der Hochwasserkatastrophe im Juli 2021 durchbrach die Inde am 15. Juli einen Damm und lief bis zum 16. Juli unkontrolliert in den Tagebau. Der Abbaubetrieb war bereits zuvor eingestellt worden. Ein RWE-Mitarbeiter wurde vermisst gemeldet; er hatte eine Planierraupe gefahren. In den folgenden beiden Wochen wurde der Tagebau gesümpft und der Raupenfahrer am 22. Juli 2021 tot aufgefunden.

## Umsiedlung von Ortschaften

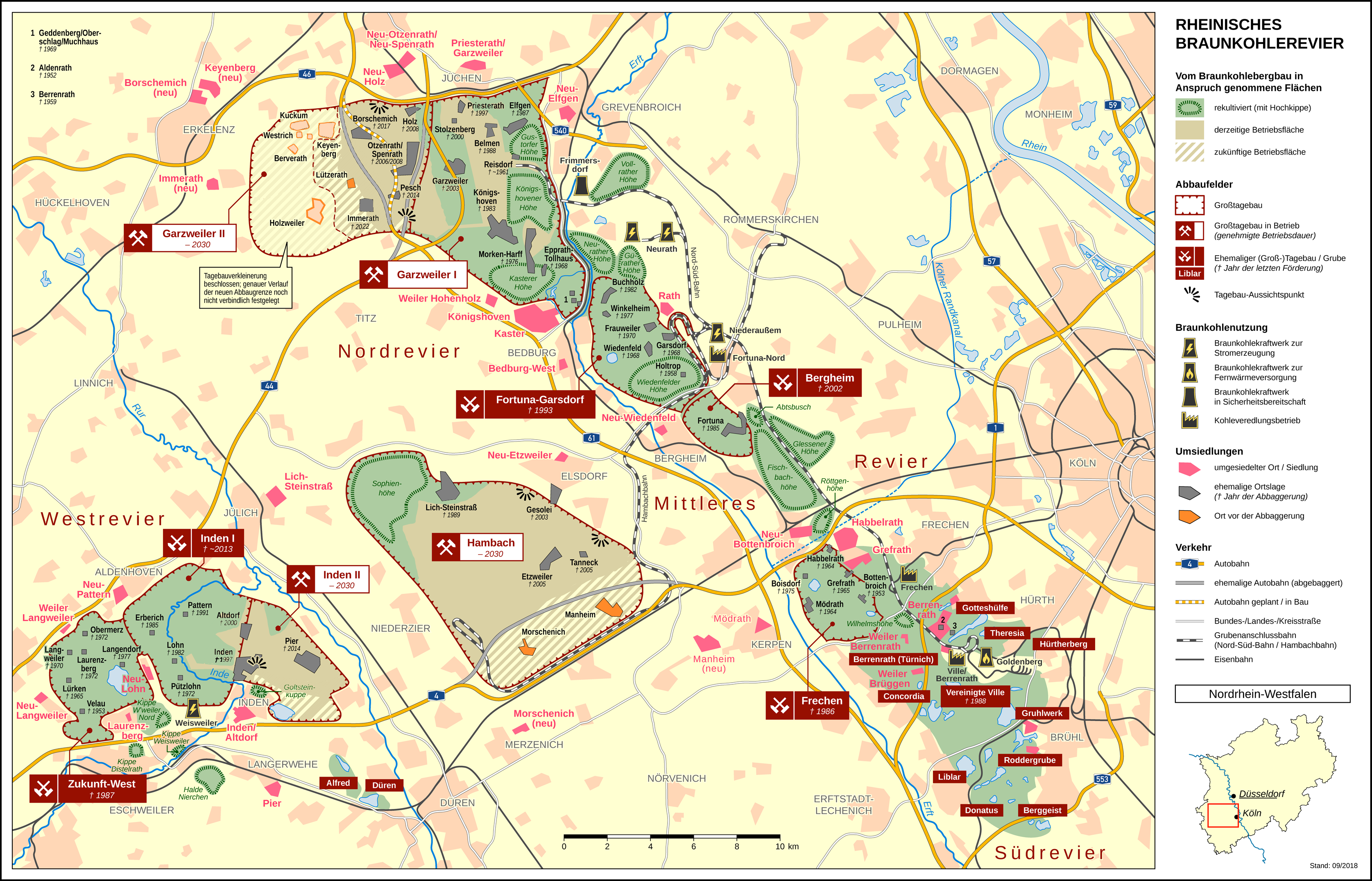
Rheinisches Braunkohlerevier

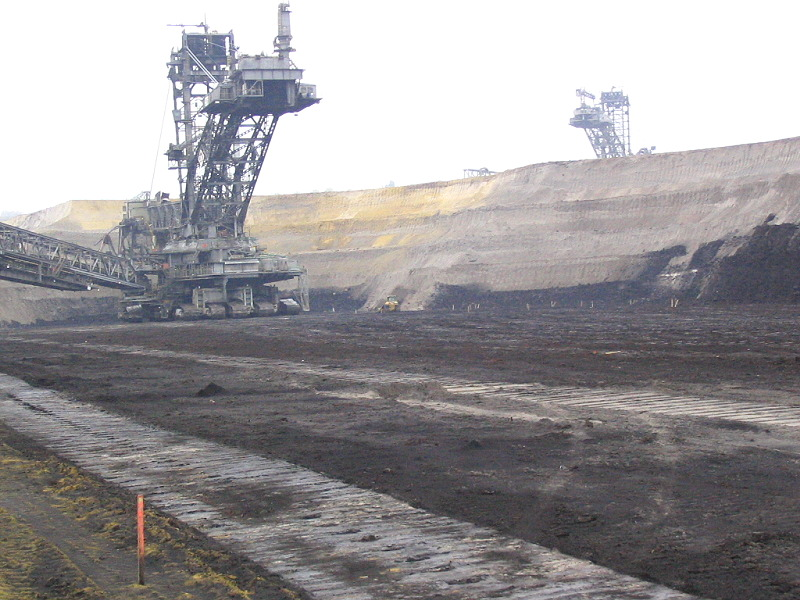
Schaufelradbagger im Tagebau Inden

Der großflächige Abbau machte es notwendig, dass einige Ortschaften komplett aufgegeben und die Bewohner umgesiedelt werden mussten. In der Bevölkerung regte sich hiergegen teilweise vehementer Widerstand, dennoch wurde die Umsiedlung von den Tagebau-Betreibern als unausweichlich angesehen, da der Kohlegewinn aus dem Tagebau rechtlich dem Wohl der Allgemeinheit diene. Die Rheinbraun AG kaufte die Grundstücke und Häuser der Anwohner auf, um sie anschließend abzureißen. Wenn der gesamte Ort abgerissen ist, werden die Braunkohleflöze freigelegt und abgebaut.
Teilweise wurden neue Ortschaften gegründet, die den Namen der alten Ortschaft oder Namensverbindungen wie Inden/Altdorf enthalten. Der offizielle Name des Indener Ortsteils Inden/Altdorf mit Schrägstrich ist in Deutschland selten.
Im Falle Inden untersuchten Archäologen erstmals in Deutschland – bevor der Ort abgebaggert wurde – ein gesamtes Kirchspiel mit zugehörigen Dörfern und Straßen. Es handelte sich um das Kirchspiel Geuenich mit Altdorf und Alt-Inden. Anders als im Tagebau Zukunft, wo archäologische Rettungsgrabungen etwa im Kirchspiel Lohn zu spät begannen und daher „nicht optimal“ waren, begannen die Untersuchungen in Inden 1988 und damit 15 Jahre vor der geplanten Abbaggerung.

### Umgesiedelte Ortschaften
- Inden, ehemaliger Hauptort der Gemeinde Inden – 1999 umgesiedelt – 2005 abgebaggert
- Altdorf, Ortsteil von Inden – 1999 umgesiedelt – 2005 abgebaggert
- Pattern (Aldenhoven)[7]
- Geuenich, Ortsteil von Inden – bereits im 17. Jahrhundert zerstört – 2005 abgebaggert
- Pier, Ortsteil von Inden – 2005 bis 2013 umgesiedelt – 2014 abgebaggert.
- Pommenich, gehörte zu Pier – 2005 bis 2013 umgesiedelt – wird seit 2014 abgerissen
- Haus Verken, gehörte zu Pier – 2005 bis 2013 umgesiedelt
- Vilvenich, gehörte zu Pier – 2005 bis 2013 umgesiedelt
- Lohn, gehörte zu Eschweiler – 1962 bis 1980 umgesiedelt – 1982 abgebaggert
- Pützlohn, gehörte zu Eschweiler – 1962 bis 1972 umgesiedelt – 1975 abgebaggert
- Erberich, früher Kreis Jülich (Lohn), heute Eschweiler, 1985 abgebaggert

## Rekultivierung

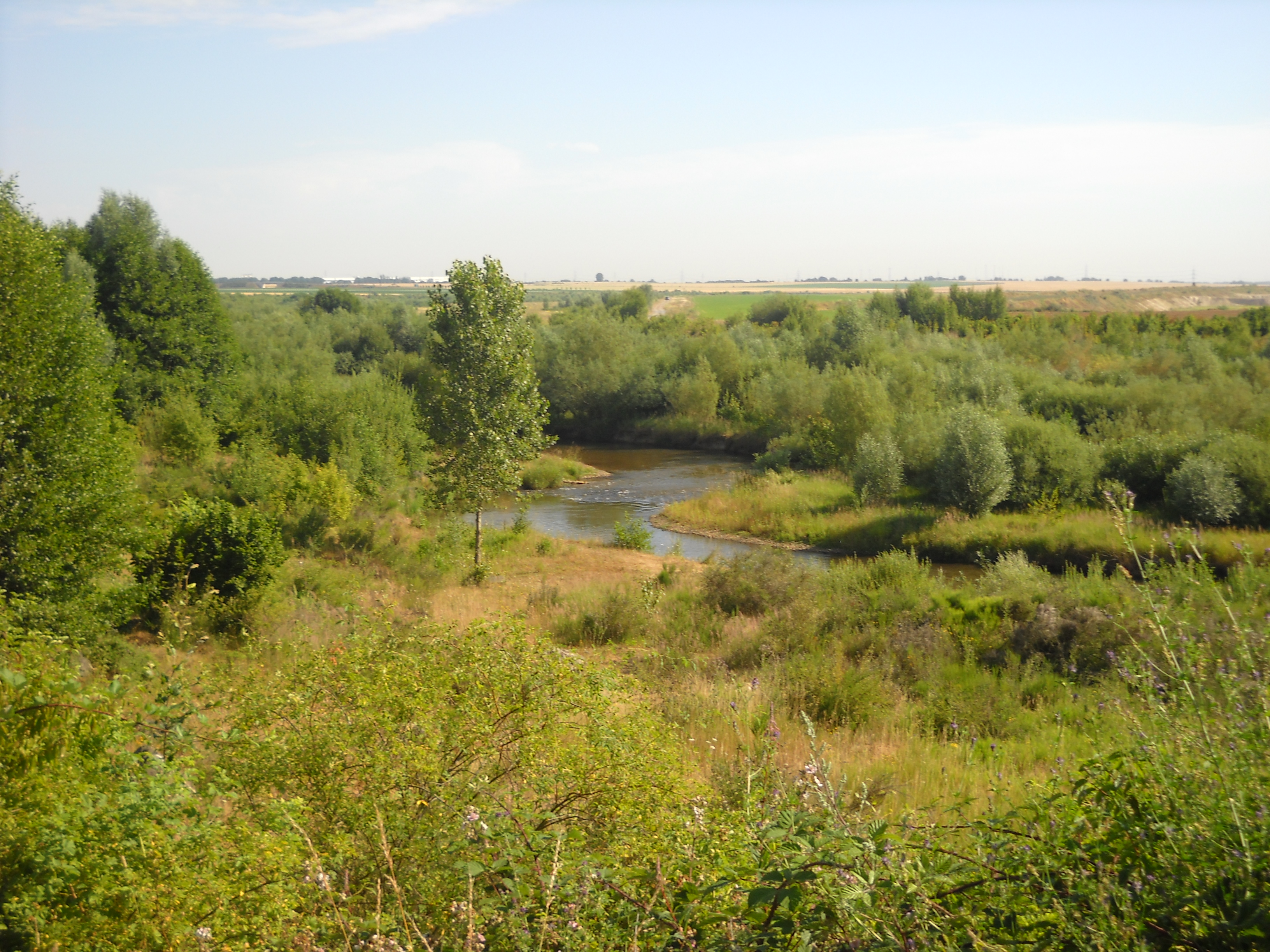
Umgeleiteter Abschnitt der Inde in rekultivierter Landschaft

Der Tagebau Inden bewegt sich ostwärts. Das heißt, dass am Ostrand des Tagebaus die Schichten über der Kohle abgetragen werden, bis diese freiliegt. Der Abraum, der dabei anfällt, wird auf der gegenüberliegenden Seite wieder aufgeschüttet und die Landschaft rekultiviert, so dass der Tagebau quasi „wandert“. Nach der Auskohlung soll der Indesche See entstehen.

## Umleitung der Inde
Da der Fluss Inde das Abbaugebiet durchkreuzte, wurde ein neues Flussbett geschaffen, das den Fluss seit Ende 2005 westlich um den Tagebau herumführt.

## Weblinks

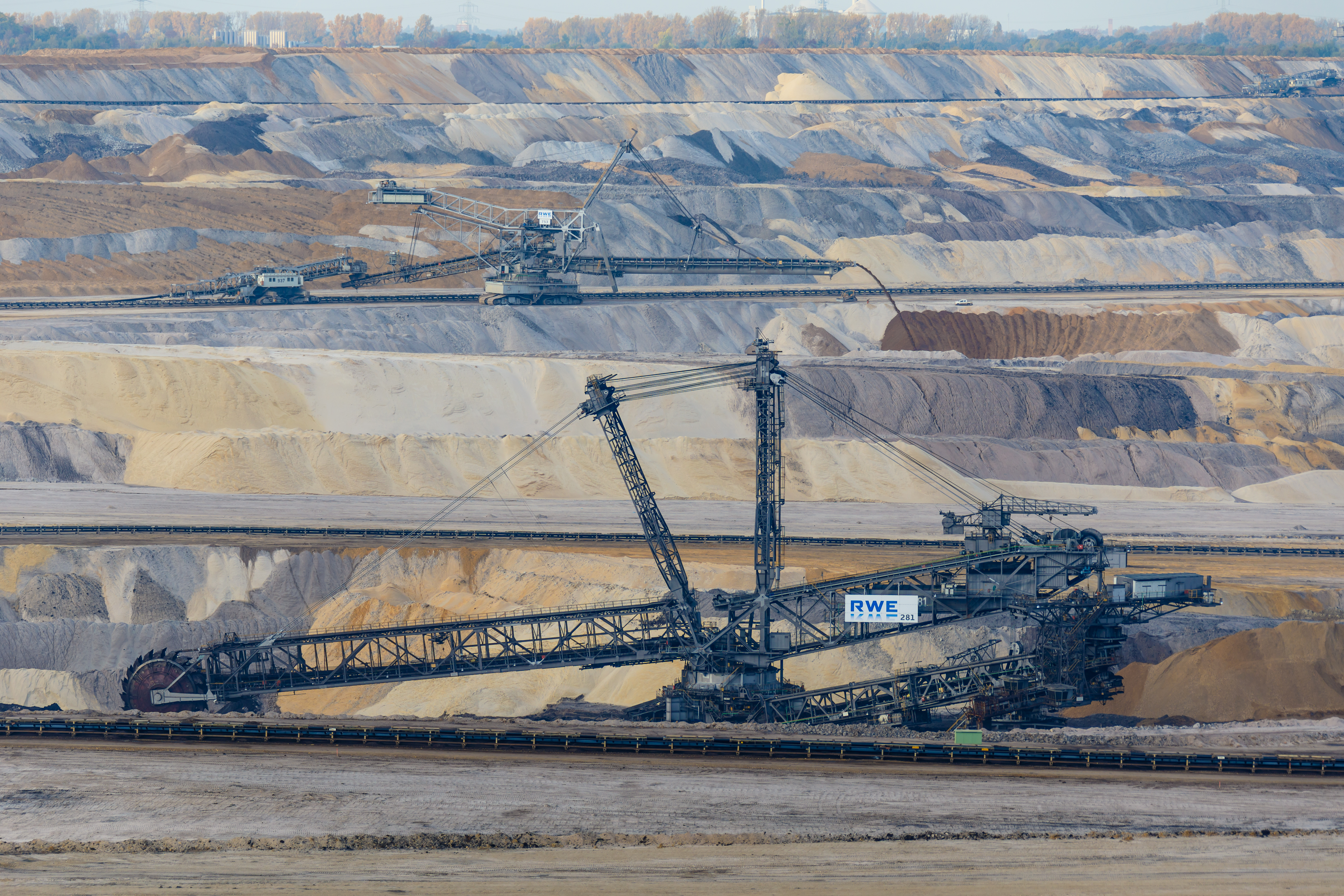
Schaufelradbagger mit Bandanlage